# 여남중학교 연도분교
여남중학교 연도분교는 전라남도 여수시에 있던 공립 초등학교 겸 중학교 분교이다.

## 학교 연혁
- 1981년 1월 25일: 개교
- 2014년 3월 1일: 33년만에 폐교[1]

## 같이 보기
- 연도초등학교